# پارک منطقه‌ای خلیج پوهیک

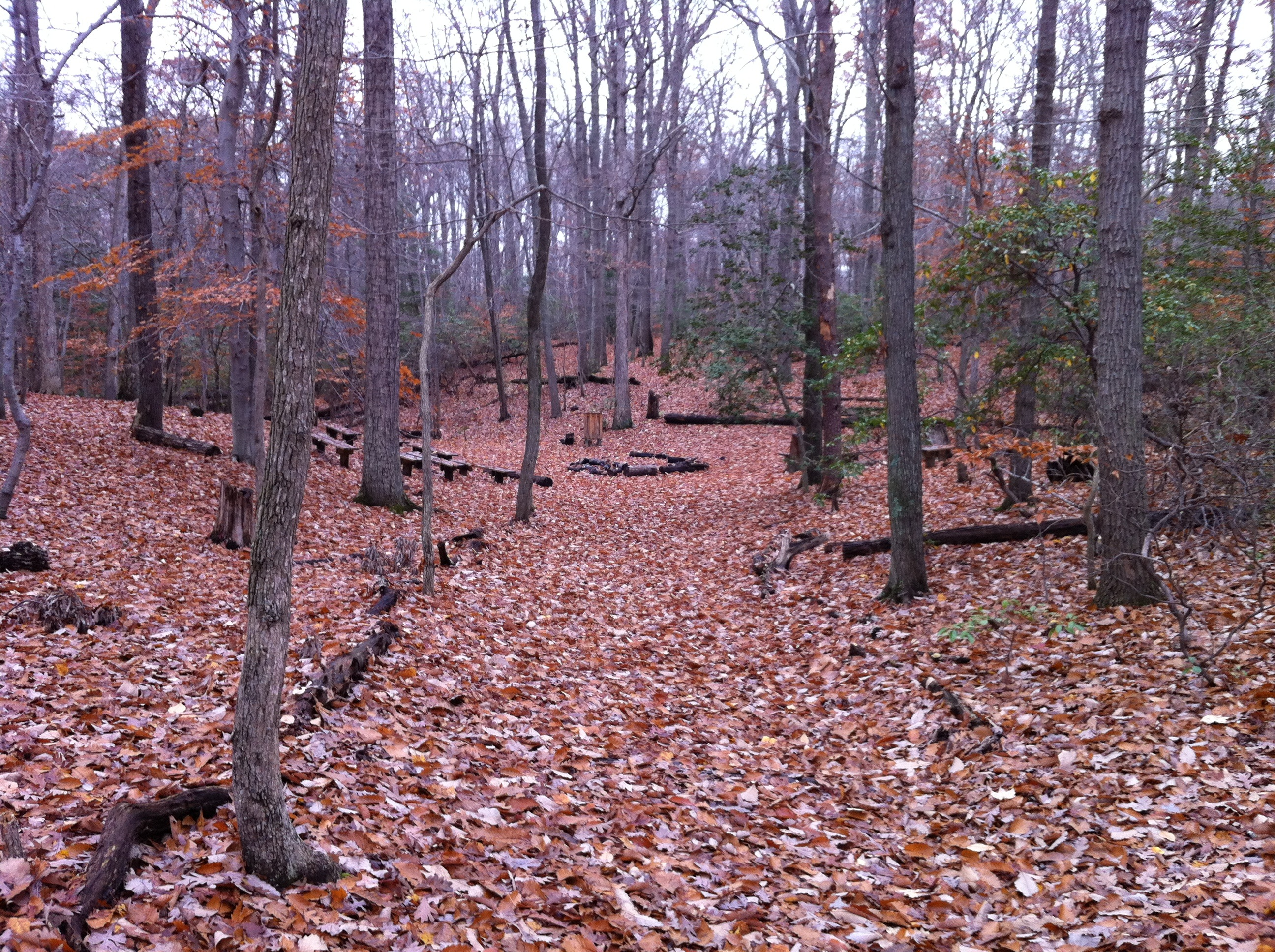
تئاتر در پارک

پارک منطقه‌ای خلیج پوهیک، یک پارک منطقه‌ای در شهرستان فیرفکس است که در شمال ویرجینیا قرار دارد.